# 黄车轴草
黄车轴草（学名：Trifolium strepens）为豆科车轴草属下的一个种。